# Dendrophyllia cecilliana
Dendrophyllia cecilliana är en korallart som beskrevs av Milne Edwards och Jules Haime 1848. Dendrophyllia cecilliana ingår i släktet Dendrophyllia och familjen Dendrophylliidae. Inga underarter finns listade i Catalogue of Life.